# Дуейн Айзелі
Дуейн Айзелі (англ. Duane Isely; 24 жовтня 1918 — 7 грудня 2000) — американський професор-ботанік, експерт із технології насіння та бур’янів.

## Біографія
Айзелі народився в сім’ї Дуайта Айзелі, професора ентомології, та Блессі Еліз, обидва вони навчалися та працювали в Університеті Арканзасу. У 1938 році Дуейн Айзелі також закінчив Арканзаський університет зі ступенем бакалавра та здобув ступінь магістра у 1939 році. У 1942 році він здобув ступінь доктора філософії в Корнелльському університеті. З 1942 по 1944 рік Айзелі проводив дослідження трав’янистих рослин у водосховищах, які були побудовані для Теннессі Веллі Ауторіті. У 1944 році він обійняв посаду доцента в Університеті штату Айова, де призначений відповідальним за лабораторію насіння. В Університеті штату Айова він був доцентом з 1947 по 1948 рік, асоційованим професором з 1949 по 1955 рік, таповним професором з 1956 по 1981 рік. У 1981 році надано звання заслуженого професора та у 1989 році вийшов на пенсію як почесний професор.
Як фахівець із технології насіння, Айзелі опублікував підручник та понад 50 статей на цю тему. Крім того, він був активним дослідником бур’янів, опублікував близько 20 книг та лабораторних посібників про місцеві бур’яни та натуралізовані бобові зі Сполучених Штатів (за винятком Аляски та Гаваїв). Він колекціонував бобові в більшості штатів США, і загальна кількість зібраних ним зразків перевищила 11 000. У 1980-х роках він відіграв важливу роль у перейменуванні гербарію Університету штату Айова на честь Ади Гейден.
Він був одружений тричі. Від першого шлюбу мав двох дітей.

## Окремі публікації
- One Hundred and One Botanists. Purdue University Press. 2002. с. 351. ISBN 9781557532831. (pbk reprint of 1994 original, Iowa State University Press)
- with Lloyd M. Wax and Richard S. Fawcett: Weeds of the North Central States. DIANE Publ. 1999. с. 303. ISBN 0788177605.
- Vascular Flora of the Southeastern United States: Leguminosae (Fabaceae). Т. 3, Part 2. University of North Carolina Press. 1999. с. 277. ISBN 080781900X.
- Native and naturalized Leguminosae (Fabaceae) of the United States: (exclusive of Alaska and Hawaii). Monte L. Bean Life Science Museum, Brigham Young University. 1998. с. 1007. ISBN 0842523960.
- Leguminosae of the United States, III: subfamily Papilionoidae, tribes Sophoreae, Podalyrieae, Loteae. Memoirs Series. Т. 25, № 3. New York Botanical Garden. 1981. с. 264. ISBN 0893272329.
- Leguminosae of the United States: I. subfamily mimosoideae. Memoirs Series. Т. 25, № 1. New York Botanical Garden. 1973. с. 152.
- Weed identification and control in the North Central States. Iowa State College Press. 1958. с. 152.
- Fifty years of seed testing (1908-1958). Association of Official Seed Analysis of North America. 1958. с. 101.